# Dorados de Sinaloa
Dorados de Sinaloa is een Mexicaanse voetbalclub uit Culiacán. De club werd in 2003 opgericht en is daarmee de jongste professionele club uit Mexico.
Dorados startte in het seizoen 2003/2004 in de Apertura (eerste seizoenshelft) van de Primera División A en de club won direct de titel. Nadat ook de Clausura (tweede seizoenshelft) succesvol was verlopen, promoveerde Dorados voor aanvang van de Apertura 2004 naar de Primera División de México, het hoogste Mexicaanse niveau. In mei 2006 degradeerde Dorados van de Primera División naar de Primera A. De club was weliswaar op een achtste plaats geëindigd in de Clausura 2006, maar aangezien in Mexico de prestaties over de laatste drie seizoenen bepalend zijn voor degradatie, zakte Dorados toch af naar de Primera A. In 2015 promoveerde Sinaloa weer naar de Primera División, waarna de club een jaar later opnieuw afdaalde naar de op een na hoogste divisie.
De Argentijnse oud-voetballer Diego Maradona werd in september 2018 aangesteld als nieuwe hoofdtrainer van de club. Vanwege de opheffing van de Liga de Ascenso trad de club in 2020 toe tot de Liga de Expansión MX.

## Erelijst
- Kampioen Liga de Ascenso

2003 [A], 2007 [C], 2015 [C], 2016 [A]

## Bekende (oud-)spelers
- Sebastián Abreu
- Adrián Aldrete
- Jared Borgetti
- Josep Guardiola
- Jefferson Montero
- Paulinho
- Blanco